# زبان‌های ریوکیویی
زبان‌های ریوکیویی (琉球語派 Ryūkyū-goha) یا زبان‌های لوچوایی، زبان‌های بومی جزایر ریوکیو، جنوبی‌ترین بخش مجمع‌الجزایر ژاپن، هستند. آن‌ها در کنار زبان ژاپنی، خانواده زبان‌های ژاپنی را تشکیل می‌دهند. این زبان‌ها برای یکدیگر قابل درک نیستند. مشخص نیست که چند نفر سخنگو از این زبان‌ها باقی مانده‌است، اما تمایل گویشوران آن‌ها به استفاده از ژاپنی معیار و گویش‌هایی مانند ژاپنی اوکیناوایی منجر به در خطر افتادن این زبان‌ها شده‌است. از نظر یونسکو چهار زبان آن «قطعاً در معرض خطر» و دو زبان دیگر «به شدت در معرض خطر» است.

## دسته‌بندی و گونه‌ها
زبانهای ریوکیویی از خانواده زبان‌های ژاپنی و مرتبط با زبان ژاپنی هستند. زبان‌های ریوکیویی برای گویشوران ژاپنی قابل درک نیستند - در واقع هرکدام از آن‌ها حتی برای سایرین نیز قابل درک نیست - و بنابراین معمولاً زبان‌های جداگانه‌ای محسوب می‌شوند. با این حال، به دلایل سیاسی اجتماعی و عقیدتی، آن‌ها اغلب در ژاپن به عنوان گویش‌های ژاپنی طبقه‌بندی شده‌اند. از آغاز جنگ جهانی دوم، بیشتر ژاپنی‌زبانان، زبان‌های ریوکیویی را به عنوان گویش یا گروهی از گویش‌های ژاپنی قلمداد کرده‌اند. در طول جنگ جهانی دوم، در تلاش برای ایجاد آگاهی در مردم تابع امپراتوری ژاپن، نه تنها گروه ریوکیویی، بلکه زبان‌های کره‌ای، پالائویی و زبان‌های مختلف دیگری به عنوان گویش‌های ژاپنی نامیده می‌شدند.
واژگان زبان اوکیناویایی فقط ۷۱٪ با ژاپنی معیار توکیو یکسان یا همریشه هستند. حتی جنوبی‌ترین گویش ژاپنی (گویش کاگوشیما) تنها ۷۲٪ با شمالی‌ترین زبان ریوکیویی (آمامی) همبسته است. گرچه گویش کاگوشیمای ژاپنی ۸۰٪ از لحاظ لغوی شبیه ژاپنی معیار است. توافق عمومی بین متخصصان زبان‌شناسی وجود دارد که گونه‌های ریوکیویی را می‌توان به شش زبان تقسیم کرد. گویش‌های منحصر به فرد جزایر در هر گروه نیز گاهی زبان جدا در نظر گرفته می‌شوند. این زبان‌ها عبارتند از:
- زبان‌های ریوکیویی شمالی
  - آمامی
    - کیکای
    - آمامی اوشیما
      - شمالی
      - جنوبی

    - توکونوشیما

  - کونیگامی
    - اوکینوارابو
    - یورون
    - کونیگامی

  - اوکیناوایی
- زبان‌های ریوکیویی جنوبی
  - میاکویی
    - میاکو مرکزی
    - ایرابو
    - تاراما

  - یائه‌یاما
  - یوناگونی

| زبان        | نام محلی                                                   | پرانکدگی جغرافیایی                                         | سخنگویان | گویش معیار                 | ایزو ۳–۶۳۹ |
| ----------- | ---------------------------------------------------------- | ---------------------------------------------------------- | -------- | -------------------------- | ---------- |
| کیکای       | Shimayumita (しまゆみた)                                   | کیکایجیما                                                  | ۱۳٬۰۰۰   | نامشخص                     | kzg        |
| آمامی       | Shimayumuta (島口/シマユムタ)                              | آمامی اوشیما و جزایر کوچک پیرامونی                         | ۱۲٬۰۰۰   | ستوئوچی، نازه              | ams , ryn  |
| توکونوشیما  | Shimayumiita (シマユミィタ)                                | توکونوشیما                                                 | ۵٬۱۰۰    | توکونوشیما                 | tkn        |
| اوکینوارابو | Shimamuni (島ムニ)                                         | اوکینوارابوجیما                                            | ۳٬۲۰۰    | نامشخص                     | okn        |
| یورون       | Yunnu Futuba (ユンヌフトゥバ)                              | یورونجیما                                                  | ۹۵۰      | یورون                      | yox        |
| کونیگامی    | Yanbaru Kutūba (山原言葉/ヤンバルクトゥーバ)               | شمال جزیره اوکیناوا (منطقه یانبارو), و جزایر کوچک پیرامونی | ۵٬۰۰۰    | بزرگ‌ترین جامعه در ناگو است | xug        |
| اوکیناوایی  | Uchināguchi (沖縄口/ウチナーグチ)                          | مرکز و جنوب جزیره اوکیناوا و جزایر کوچک پیرامونی           | ۹۸۰٬۰۰۰  | در گذشته شوری، امروزه ناها | ryu        |
| میاکو       | Myākufutsu (宮古口/ミャークフツ) Sumafutsu (島口/スマフツ) | جزایر میاکو                                                | ۶۸٬۰۰۰   | هیرارا                     | mvi        |
| یائه‌یاما    | Yaimamuni (八重山物言/ヤイマムニ)                          | جزایر یائه‌یاما (به جز یوناگونی)                            | ۴۷٬۶۰۰   | ایشیگاکی                   | rys        |
| یوناگونی    | Dunan Munui (与那国物言/ドゥナンムヌイ)                    | جزیره یوناگونی                                             | ۴۰۰      | یوناگونی                   | yoi        |

## وضعیت

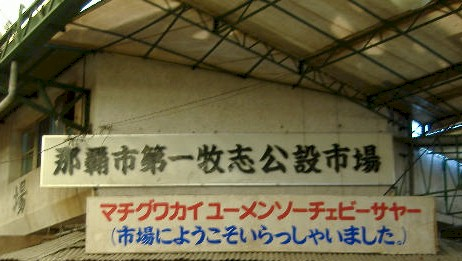
یک تابلو تجاری در ناها، نوشته شده به اوکیناوایی (قرمز) و ژاپنی (آبی)

داده‌های سرشماری برای زبان‌های ریوکیویی وجود ندارد و شمار سخنگویان آن‌ها ناشناخته است. از سال ۲۰۰۵، کل جمعیت منطقه ریوکیو ۱٬۴۵۲٬۲۸۸ نفر بود، اما سخنگویان مسلط بیشتر به نسل قدیمی، عموماً ۵۰ سالگی یا بیشتر، محدود می‌شوند، بنابراین شمار واقعی سخنگویان ریوکیویی باید بسیار کمتر باشد.
شش زبان ریوکیویی در اطلس زبان‌های در معرض خطر جهان یونسکو ذکر شده‌است. یونسکو می‌گویند که همه زبان‌های ریوکیویی تا سال ۲۰۵۰ در آستانه نابودی قرار می‌گیرند.
با شروع دهه ۱۸۹۰، دولت ژاپن شروع به سرکوب زبان‌های ریوکیویی به عنوان بخشی از سیاست یکسان‌سازی اجباری در این جزایر کرد.
کودکانی که با زبان‌های ریوکیویی بزرگ می‌شوند به‌طور فزاینده‌ای در سراسر جزایر نادر هستند، و این معمولاً فقط زمانی اتفاق می‌افتد که کودکان با پدربزرگ و مادربزرگ خود زندگی کنند. زبان‌های ریوکیویی هنوز هم در فعالیت‌های فرهنگی سنتی مانند موسیقی محلی، رقص محلی، شعر و نمایش‌های محلی استفاده می‌شوند. از سال ۱۹۶۰ نیز یک برنامه خبری رادیویی به گویش ناها وجود داشته‌است.

## پراکندگی جغرافیایی
زبان‌های ریوکیویی در جزایر ریوکیو، جنوبی‌ترین بخش مجمع‌الجزایر ژاپن، گویش می‌شوند. ۴ گروه جزیرگ جزیره‌ای، جزایر ریوکیو را می‌سازند: جزایر آمامی، جزایر اوکیناوا، جزایر میاکو و جزایر یائه‌یاما. اولی جزو استان کاگوشیما و سه تای آخر جزو استان اوکیناوا هستند.